# Маас, Джеймс
Джеймс Берил Маас (англ. James Beryl Maas; 9 августа 1938 — 23 июня 2025) — американский социальный психолог и профессор, который был наиболее известен своей работой в области исследования сна, в частности, связи между сном и производительностью. Он был наиболее известен тем, что придумал термин «power nap» (метод короткого сна). Он имеет степень бакалавра искусств колледжа Уильямса, а также степень магистра и доктора философии Корнеллского университета. Маас также спродюсировал множество специальных фильмов об исследованиях сна для PBS, BBC и других.
В течение 48 лет Маас преподавал психологию в качестве профессора Корнеллского университета. Его вводный курс «Психология 101» долгое время считался самым популярным курсом в Корнелле. Например, осенью 1972 года на нём обучалось 993 студента. В последующие годы это число приближалось к 1600. Курс преподавался в исторической аудитории Бейли-холл, которая, хотя и не была идеальной в качестве учебного класса, была единственным местом в кампусе, достаточно большим, чтобы провести лекцию такого масштаба. Маас использовал личные истории, слайды и видео, а также упражнения и игры для общения с большой аудиторией. В статье в New York Times говорится, что курс приобрёл «почти мифический статус». Маас был назначен президентским стипендиатом имени Стивена Х. Вайса в университете.
В январе 1995 года этический комитет Корнеллского университета рекомендовал ввести санкции против Мааса за сексуальные домогательства. После того, как старший советник колледжа по вопросам сексуальных домогательств определил, что жалобы на истца обоснованы, в Комитете по профессиональной этике колледжа состоялись слушания. 23 июня 1995 года администрация Корнеллского университета опубликовала пресс-релиз, в котором говорилось, что Маас не стремился "вступить в интимные сексуальные отношения ни с одним из своих студентов и не… не совершал актов физического насилия, часто ассоциируемых с термином «сексуальные домогательства».
Популярность его курса не уменьшилась, Маас продолжал работать выдающимся профессором вплоть до своей отставки 31 декабря 2011 года. По его подсчётам, он обучил основам психологии около 65 000 студентов. Он входил в консультативный совет Американской ассоциации сна.
Маас умер 23 июня 2025 года в возрасте 86 лет.